# 黄琪翔
黄 琪翔（こう きしょう、1898年9月2日 - 1970年12月10日）は、中華民国・中華人民共和国の軍人・政治家。
粤軍（広東軍）第1師出身で、後に国民革命軍の有力指揮官として日中戦争でも日本軍との交戦経験を有する。反蔣介石派としても知られ、鄧演達が組織した中国国民党臨時行動委員会（通称「第三党」。後の中国農工民主党）に加入する。鄧死後は第三党の指導者の1人となり、後年には中華人民共和国にも参加している。字は御行。

## 事跡

### 粤軍での台頭
当初は広州優級師範附属中学まで進学したが、1912年（民国元年）から軍人の道を目指すようになる。広東陸軍小学、湖北第三陸軍中学を経て、保定陸軍軍官学校第6期砲兵科に入学した。1919年（民国8年）に卒業し、北京政府の部隊に配属され砲兵隊隊長となる。
しかし黄琪翔自身は孫文（孫中山）の革命思想に傾倒しており、1922年（民国11年）に北京政府の部隊を離れ広東省に戻り、粤軍（広東軍）第1師司令部後方弁事処参謀に任ぜられた。同年6月に陳炯明が反孫クーデターを起こすと、黄は第1師第1団副団長に配属され、陳討伐に従事している。1924年（民国13年）1月の中国国民党第1回全国代表大会後に国民党に加入している。
その後も黄琪翔は順調に昇進し、1925年（民国14年）7月、粤軍第1師が国民革命軍第4軍（軍長：李済深）に改組されると、第12師（師長：張発奎）第36団団長に昇進した。翌年7月からの北伐でも、黄は北京政府側の孫伝芳・呉佩孚との戦いで軍功をあげている。1927年（民国16年）、第4軍副軍長兼第12師師長に昇進した。 

### 第三党への参加
同年4月の上海クーデター（四・一二政変）後も、張発奎・黄琪翔は汪兆銘（汪精衛）率いる武漢国民政府にとどまり、北伐を続行する。6月には開封を攻略し、張は第2方面軍総指揮、黄は第4軍軍長に昇進した。同年7月、第1次国共合作崩壊後も張・黄は汪を支持して江西省南昌に駐屯し、蔣介石への反撃機会をうかがったが、8月には配下であった葉挺らが南昌起義を起こして離脱するなど苦境が続く。
同年9月、広東省政府主席となっていた李済深に迎えられ張発奎・黄琪翔は広東入りしたが、葉討伐をめぐる作戦上の齟齬から李と張・黄の間に不穏な空気が流れた。そして同年11月、張・黄は反蔣介石クーデターを起こして李を追放し、一時は広東省の実権を握る。しかし蔣や李の反撃は素早く、追い込まれた張・黄は下野した。翌年、黄は日本を経由してドイツに移り、ベルリン大学でドイツ語を学習している。
ドイツ滞在中の黄琪翔は、鄧演達・葉挺・宋慶齢と交流し、彼らの思想に影響を受けることになった。1929年（民国18年）5月、黄は宋と共に南京に戻り、孫文の南京への移霊式典に参列した。その後上海に移り、1930年（民国19年）8月、鄧による中国国民党臨時行動委員会（「第三党」）結党式に参加し、黄も軍事委員会主任委員に任ぜられた。翌年11月、鄧が蔣介石の命により処刑されると、黄がその遺志を継いで第三党の指導者の1人となり、引き続き反蔣活動に従事している。
1932年（民国20年）1月に第1次上海事変（一・二八淞滬抗戦）が勃発すると、黄琪翔もまた蔣光鼐・蔡廷鍇率いる第19路軍の下に駆けつけ、前線に立つ。1933年（民国22年）9月、李済深・陳銘枢・蔣・蔡が福建事変を起こして中華共和国を樹立すると、黄もこれに参加した。中華共和国が翌年1月に崩壊すると、黄は香港に逃れ、さらにドイツに再び赴く。

### 日中戦争での転戦
同年11月、香港で第三党の第2回幹部会議が開催され、「中華民族解放行動委員会」へ組織名を改め（便宜的に、本記事では以下でも「第三党」と表記する）、さらにドイツ滞在中の黄が総書記に選出された。1936年（民国25年）12月、黄は抗日に従事する決心を固めて香港に戻り、章伯鈞・彭沢民ら第三党幹部と会談している。
1937年（民国26年）1月、黄琪翔は陳誠の仲介で蔣介石に面会し、訓練総監部砲兵監に任ぜられた。8月、第2次上海事変（八・一三抗戦）では、第8集団軍副総司令兼右翼軍副総司令に任ぜられ、張発奎・張治中らと共に日本軍へ反撃する。翌年1月、武漢で軍事委員会政治部が成立し、政治部長には陳、副部長には黄と周恩来が任ぜられた。しかし8月に黄・周は共に辞任し、黄は軍訓部次長に転じている。
1939年（民国28年）秋、黄琪翔は第26集団軍総司令に任ぜられ、湖南省邵陽に駐屯する。1940年（民国29年）5月、湯恩伯・張自忠らと湖北省方面で日本軍を迎撃したが、前線へ出ようとしない湯とは連携を欠き、さらに張が戦死するなど苦戦する。それでも黄は棗陽奪回などの軍功をあげた。翌年、第6戦区副司令長官となり、さらに1942年（民国31年）には中国遠征軍副司令長官に任ぜられて昆明に赴任している。

### 戦後、晩年
日中戦争後に黄琪翔は中印公路東段警備司令に任ぜられ、パイプライン警備を担当した。1946年（民国35年）、任務を完了して重慶に帰還している。国共内戦への参加に黄は消極的で、翌1947年（民国36年）6月、駐ドイツ軍事代表団団長としてドイツに赴いた。これは国際情勢分析の任務も兼ねていたものである。翌年10月、蔣介石の要請で黄は帰国し、第三次世界大戦勃発の可能性について諮問されたが、黄は大戦勃発の可能性を否定した上で内戦停止を進言したとされる。この会見で蔣に内戦停止の意思が無いことを見た黄は国民政府を見限り、年末に香港へ逃れた。
1949年（民国38年）8月、黄琪翔は北平に赴き、中国人民政治協商会議（政協）第1回全体会議、中華人民共和国建国式典に出席した。その後、中南軍政委員会委員兼司法部長、国防委員会委員、第1期全国人民代表大会代表、政協全国委員会常務委員などを歴任した。第三党を改組した民主党派である中国農工民主党でも副主席兼秘書長を務め、さらに中国民主同盟でも第2期中央委員となっている。
1970年12月10日、北京市にて病没。享年73（満72歳）。